# 김경우 (서울특별시의원)
김경우(1970년 12월 31일~)는 대한민국의 약사 출신 정치인이다. 서울특별시의원을 지냈다.

## 경력
- 동작구약사회 회장
- 2018년 7월 1일 ~ 2022년 6월 30일: 제10대 서울특별시의회 의원
  - 2018.07 ~ 2020.07: 제10대 서울특별시의회 행정자치위원회 부위원장
  - 2019.08 ~ 2020.07: 제10대 서울특별시의회 정책위원회 위원
  - 2019.08 ~ 2020.09: 제10대 서울특별시의회 예산결산특별위원회 위원
  - 2020.03 ~ 2020.09: 제10대 서울특별시의회 남북교류협력지원 특별위원회 위원
  - 2020.07 ~ 2022.06: 제10대 서울특별시의회 보건복지위원회 위원
  - 2020.07 ~ 2022.06: 제10대 서울특별시의회 운영위원회 위원
  - 2020.09 ~ 2022.06: 제10대 서울특별시의회 예산정책연구위원회 위원
  - 2020.09 ~ 2022.06: 제10대 서울특별시의회 윤리특별위원회 위원
  - 2020.09 ~ 2022.06: 제10대 서울특별시의회 여성특별위원회 위원
  - 2020.09 ~ 2022.06: 제10대 서울특별시의회 일자리대책 특별위원회 위원
  - 2020.09 ~ 2022.06: 제10대 서울특별시의회 남북교류협력지원 특별위원회 부위원장

## 역대 선거 결과
|  | 62.81% |

|  | 45.97% |